# Abbaye de Schuttern
 (janvier 2023).
L'abbaye de Schuttern est une abbaye située à Schuttern, dans la commune de Friesenheim en Allemagne.

## Histoire
L'histoire du village est étroitement liée à l'histoire du monastère de Schuttern. Le monastère de Schuttern aurait été fondé dès 603 par un moine écossais, un prince anglais de sang royal, nommé Offo.
Vers 100 après J.-C., les Romains ont construit la route militaire d'Augst, près de Bâle, à Mayence. Cette route traversait le quartier de l'actuel Friesenheim. Au IIIe siècle, les Alemanni/Celts prennent possession de la région du Rhin supérieur. L'occupation des Francs au VIIe siècle a fait perdre la suprématie des Alémaniques. Les Francs ont introduit une nouvelle constitution d'État et ont formé la région "Mordenaugie" (Ortenau). Le monastère de Schuttern, alors appelé "Offoniswilare" ou "Offoniscella", date également de cette période. La souveraineté de la communauté a été transférée via le bailliage du monastère d'abord au diocèse de Bamberg, de là au bailliage du Reichsland et enfin au Geroldsecker. 
En 1016, l'empereur Heinrich II a donné au pauvre monastère d'Offo, appelé Zell, un village appelé Routgereswilre (hameau de Rüdiger, aujourd'hui Heiligenzell) et un Hube dans un autre village, appelé Friesenheim. Avec la lignée des Seigneurs de Geroldseck, Friesenheim fut également divisé en 1278. En 1502, le margraviat de Bade a pu réunir les trois quarts des droits souverains de la communauté de Friesenheim en l'achetant. En 1629, le Bade se voit accorder tous les droits sur Friesenheim. Depuis cette époque, les Friesenheimers sont des sujets badois. En 1525, la guerre des paysans éclate. Des fermiers insurgés de Lahr et de Friesenheim dévastent le monastère de Schuttern. La région a été largement épargnée par la guerre de Trente Ans (1618-1648).
La future reine française Marie-Antoinette a passé sa dernière nuit sur le sol allemand au monastère de Schuttern lors de son  dernier voyage  hors de France de Vienne à Paris le 6 mai 1770 à l'occasion de son mariage avec le roi Louis XVI .
Dans le cadre de la sécularisation, le monastère de Schuttern a fermé ses portes le 31 août 1806. Le Grand-Duc de Bade devient propriétaire du monastère. L'obligation de construire l'église incombe toujours au Land de Bade-Wurtemberg.
L'ancien château à douves de Schuttern a existé du XVe au XVIIe siècle.

## Le paysage urbain
Le paysage urbain est dominé par les vestiges de l'ancienne abbaye impériale, en particulier l'église du monastère. Il est basé sur les bâtiments précédents, mais a été largement reconstruit au XVIIIe siècle dans le style baroque. Le clocher de l'église possède le plus haut campanile de l'archevêché de Fribourg après le ministre de Fribourg. À part l'église, qui a servi d'église paroissiale de l'Assomption de la Vierge Marie après la sécularisation en 1803, seules quelques parties du complexe monastique, autrefois très étendu, ont été conservées. Il s'agit notamment de l'actuel presbytère, qui faisait autrefois partie d'un grand bâtiment conventuel servant de réfectoire, ainsi que de la chancellerie et de la grange à dîme, plus plusieurs annexes. Avec quelques murs de monastère encore élevés, ces bâtiments se dressent sur la rue principale actuelle de Schutterns. La plus grande partie du complexe monastique a disparu au XIXe siècle.